# O Anjo (filme de 2018)
O Anjo é um filme de crime baseado em fatos reais argentino-espanhol de 2018 dirigido por Luis Ortega. Foi exibido na seção Un Certain Regard no Festival de Cannes 2018. O filme é inspirado na verdadeira história do serial killer argentino Carlos Robledo Puch. Foi selecionada como a entrada argentina para o Melhor Filme de Língua Estrangeira no 91º Oscar, mas não foi indicada.

## Elenco
- Lorenzo Ferro como Carlos Robledo Puch
- Chino Darín como Ramón Peralta
- Mercedes Morán como Ana María Peralta
- Daniel Fanego como José Peralta
- Luis Gnecco como Héctor Robledo Puch
- Peter Lanzani como Miguel Prieto
- Cecilia Roth como Aurora Robledo Puch
- Malena Villa como Marisol/Magdalena

## Recepção
Monica Castillo, do RogerEbert.com, escreveu que o diretor Luis Ortega tomou liberdade com a história inspiradora ao reimaginar Carlos como um assassino psicopata gay, apesar da falta de qualquer prova de que isso fosse verdade na realidade. Castillo elogiou o desempenho do ator principal Lorenzo Ferro como "assustadoramente vazio e efetivamente assustador", mas disse que eventualmente "a misteriosa frieza do personagem deixa o filme com uma sensação superficial". Para a imprensa canadense, David Friend disse que a atuação de Ferro evoca "a fofura demoníaca de Macaulay Culkin em The Good Son".

Kerry Lengel, do Arizona Republic, disse: "Ferro realmente criou um personagem de tela fascinante. Ele é, em uma palavra, sexy, e não apenas por sua beleza andrógina, mas por aquele glamour supostamente masculino do temerário, o fora-da-lei que se recusa a interpretar regras da sociedade." No Rotten Tomatoes, o filme tem 73% de aprovação da crítica com base em 56 avaliações. O consenso dos críticos do site diz: "Tão perturbador quanto divertido, El ángel dá uma olhada absorvente e estilosa nas horríveis façanhas de um serial killer da vida real."